# Jaysh al-Thuwar
Jaysh al-Thuwar (Arabisch: جيش الثوار, Dschaisch ath-Thuwwar) (vertaald: Leger van Revolutionairen) is een Syrische rebellengroep die actief is in de Syrische Burgeroorlog. Jaysh al-Thuwar ontstond in mei 2015 als een fusie van verschillende kleinere milities van het Vrije Syrische Leger (FSA). De beweging omvat naar eigen zeggen meer dan 3000 strijders en is vooral geconcentreerd in de noordelijke Syrische provincie Aleppo. 
Jaysh al-Thuwar heeft een seculier profiel en neemt zodoende afstand van (radicaal) islamisme. Dat bracht de militie in conflict met zowel de Islamitische Staat in Irak en de Levant als Jabhat Fateh al-Sham, de Syrische afdeling van Al-Qaeda. Jaysh al-Thuwar sloot daarom een tactisch bondgenootschap met de Syrische Koerden en trok haar strijders terug rondom de Koerdische stad Afrin.
Sinds oktober 2015 maakt Jaysh al-Thuwar onderdeel uit van de Syrische Democratische Strijdkrachten (SDF), geleid door de Syrisch-Koerdische Volksbeschermingseenheden (YPG). Sinds de toetreding tot de SDF hebben verschillende Arabische milities zich bij Jaysh al-Thuwar aangesloten (waaronder Liwa Jund al-Haramayn, Liwa Kareef al-Areem etc.), waardoor de beweging in kracht en aantallen is gegroeid. Jaysh al-Thuwar krijgt wapensteun van de Verenigde Staten van Amerika.
Het hoofdkwartier van Jaysh al-Thuwar bevindt zich in de stad Tall Rifaat, gelegen ten noorden van Aleppo. De militie heeft ook lokale afdelingen in de stad Manbij en in gebieden ten noorden van Raqqa, verder in het oosten.